# Marie Nejedlá (lékařka)
Marie Nejedlá (* 1961 Praha) je česká lékařka, vedoucí Centra podpory veřejného zdraví Státního zdravotního ústavu Praha (SZÚ). Věnuje se preventivní medicíně, primární prevenci nemocí, podpoře a posilování zdraví.

## Vzdělání a kariéra
V letech 1979–1985 absolvovala Lékařskou fakultu hygienickou Univerzity Karlovy v Praze (po přejmenování 3. lékařská fakulta Univerzity Karlovy) a poté pracovala do roku 1989 ve Státním zdravotním ústavu v Praze jako vědecký asistent. Zabývala se vlivem životních podmínek na zdraví dětí.
Po mateřské dovolené vyučovala v letech 1996–2011 na Střední zdravotnické škole v Praze 10 anatomii, vnitřní lékařství a chirurgii a v letech 2006–2011 zastávala funkci statutární zástupkyně ředitelky pro odbornou výuku a další vzdělávání pedagogů. Během působení na SZŠ externě vystudovala na Pedagogické fakultě pedagogiku a školský management a absolvovala studijní pobyty v Holandsku, Norsku a v Itálii, zaměřené na ergonomii v profesi zdravotnického pracovníka a kreativní metody vyučování.
V roce 2012 ukončila působení na SZŠ, nastoupila do Státního zdravotního ústavu (SZÚ) v Praze a byla jmenována vedoucí Centra podpory veřejného zdravotnictví. Krátce po nástupu na SZÚ absolvovala v roce 2013 stáž na Institutu Karolinska ve Stockholmu, na téma principů sociálního marketingu a tvorby intervenčních materiálů s přesahem do prevence neinfekčních nemocí.
V Centru podpory veřejného zdraví se zabývá usměrňováním a podporou pohybových aktivit, zdravou výživou, duševním zdravím, prevencí stresu a rizikového chování (kouření, alkoholizmus, rizikové sexuální chování), tvorbou programů podpory zdraví a zdravotních screeningů, prevencí infekcí, snižováním rizik pracovního a životního prostředí a snižováním nerovností v péči o zdraví. Spektrum úkolů Centra vyplývá z ustanovení zákona č. 258/2000 Sb. O ochraně veřejného zdraví.
Kromě toho se MUDr. Nejedlá se věnuje dalším činnostem:
- Je hlavní řešitelkou projektu „Efektivní podpora zdraví osob ohrožených chudobou a sociálním vyloučením“ v rámci Operačního programu Zaměstnanost Evropského sociálního fondu. Iniciovala práci 14 regionálních center podpory zdraví, která realizují tento projekt v místních podmínkách.
- Od roku 2018 je předsedkyní Meziresortní komise pro řešení jodového deficitu[4], dále pak řešitelkou projektu EK „Joint Action on Nutrition and Physical Activity“, projektu Ministerstva zdravotnictví ČR „Světové významné dny ve zdravotnictví“, projektu „Krátké intervence v praxi“ a byla jmenována do „National HEPA Focal Point WHO“, který je zaměřen na monitoring fyzické aktivity populace.
- MUDr. Nejedlá je také členkou výboru Společnosti hygieny a komunitní medicíny České lékařské společnosti Jana Evangelisty Purkyně.

### Role v pandemii covidu-19
Z titulu své funkce ve Státním zdravotním ústavu se dr. Nejedlá věnuje také prevenci a zvyšování informovanosti o prevenci onemocnění covidem-19. Byla první, kdo v ČR už v lednu 2020 začal odppovídat na dotazy lidí o nemoci covid-19 prostřednictvím veřejné telefofonní linky zřízené Státním zdravotním ústavem. Obsluha linky představovala mimořádnou odbornou a pracovní zátěž. Až po 3 měsících začalo zajišťovat kontakt s veřejností profesionální call centrum.

### Lektorské aktivity
MUDr. Nejedlá se podílí na postgraduálních výuce pořádané lékařskými fakultami, Ministerstvem zdravotnictví, odbory zdravotnictví Krajských úřadů a dalšími institucemi. Přednášela Sociální marketing a příbuzné předměty na Zdravotně sociální fakultě Jihočeské university, na lékařské fakultě Ostravské university, na 3. lékařské fakultě v Praze, a anatomii na Vysoké škole zdravotnické v Praze.

## Výběr z díla
- Nejedlá M. Jód a zdraví v Česku. Časopis lékařů českých 6/2021/160:215-219.
- Nejedlá M. COVID vystavil účet primární prevenci a nerovnostem ve zdraví. Hygiena 2021,66(1):3-4. DOI.10.21101/hygiena.a1778
- Nejedlá M. Prevence jodového deficitu v České republice. Hygiena 2018,63(1):21-27. DOI.10.21101/hygiena.a1582
- Nejedlá M. Klinická propedeutika. Grada Publishing a.s. 2015, s. 238, ISBN 978-80-247-4402-5
- Nejedlá M. Fyzikální vyšetření pro sestry, 2. přepracované vydání. Grada Publishing a.s. 2015, s. 284, ISBN 978-80-247-4449-0
- Nejedlá M. a kol. Program škola podporující zdraví. Klinika adiktologie 1.LF UK, Praha 2015, s. 104, ISBN 978-80-7422-406-5
- Nejedlá M. Náklady na diabetes mellitus může snížit účinná primární prevence. Hygiena 2012, 57(4):168.
- Vaníčková E, Faierajzlová V, Nejedlá M, Votavová J. Škola přátelská dětem, 3.LF UK 2012, s. 96, ISBN 978-80-260-2883-3.
- Nejedlá M. a kol. Klinická propedeutika. Informatorium Praha 2010, s. 237, ISBN 978-80-7333-078-1
- Šafránková A, Nejedlá M. Interní ošetřovatelství I. Grada Publishing a.s. 2006, s.284, ISBN 978-80-247-1148-5
- Šafránková A, Nejedlá M. Interní ošetřovatelství II. Grada Publishing a.s. 2006, s. 211, ISBN 80-247-1777-8
- Nejedlá M, Svobodová H, Šafránková A. Ošetřovatelství, I-III, Informatorium Praha 2004, s. 136-154.  ISBN 80-7333-030-X